# Vladimir Cora

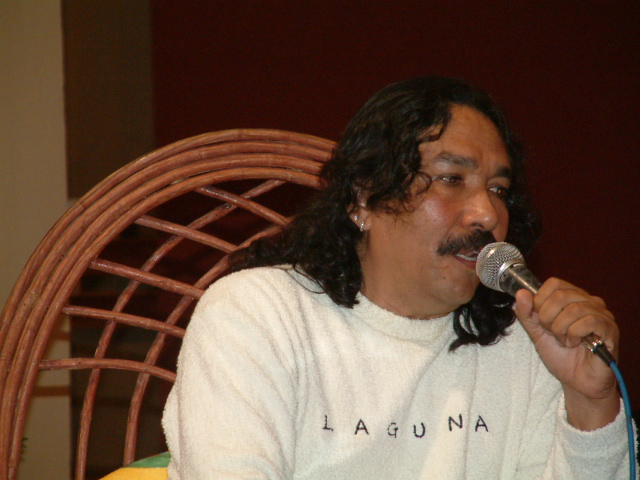
Vladimir Cora.

Vladimir Cora, pintor, y escultor, mexicano, nació en Acaponeta, Nayarit, en 1951. 
Estudió Artes Plásticas en la Escuela de Pintura y Escultura en Tijuana y en la Escuela Nacional de Pintura y Escultura “La Esmeralda” del INBA. 
Entre sus trabajos se encuentran retratos, esculturas, pinturas y dibujos. Recibió mención honorífica, Primera Bienal de Pintura Rufino Tamayo en Oaxaca, el Gran Premio de Confraternidad de Cuatro Culturas en la Primera Bienal de Pintura Iberoamericana del Instituto Andino de Artes Populares en Miami, Florida, Estados Unidos; y en 1989 el Premio de Artes Plásticas del Gobierno del Estado de Nayarit.
Cora tiene 150 exposiciones individuales y otras tantas colectivas. Es reconocido internacionalmente.
Desde 1999, en su ciudad natal, existe el Museo Vladimir Cora, en donde exhibe su colección particular con obras de Rufino Tamayo, Sergio Hernández, Sebastián, Francisco Toledo, Manuel Felguérez, los hermanos Castro Leñero, Jazzamoart, Vicente Rojo, Gabriel Macotela y otros.

## Técnica artística

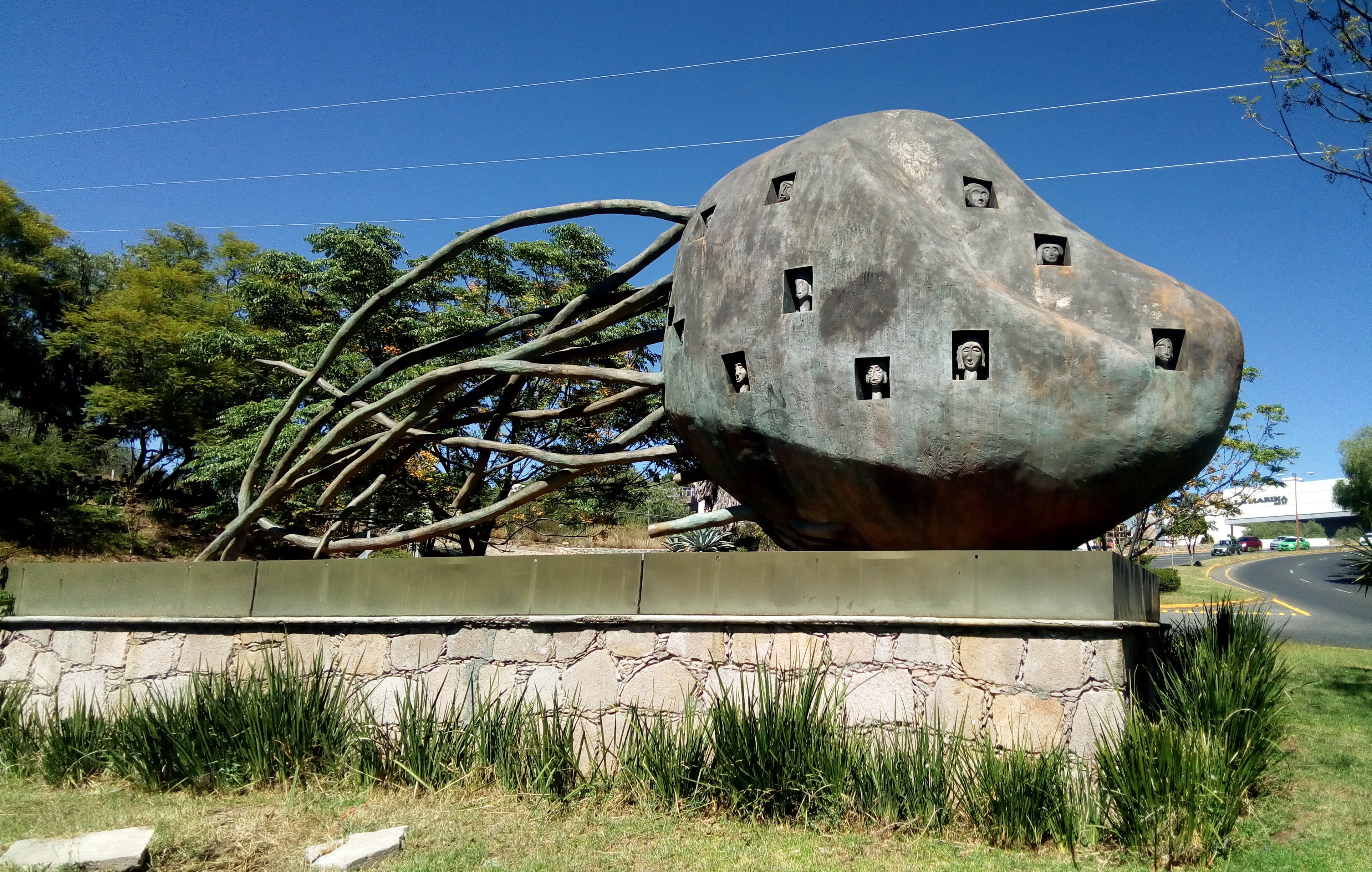
El Corazón Más Grande Del Mundo, bronce, 2010.

Cora gusta de escoger un tema y trabajar por series, porque así puede alargarlo y hacerlo en diferentes técnicas y colores. Algunos de sus temas han sido la señorita Tecuala, las mujeres del trópico, los bodegones, las bañistas y los interiores. Su serie Natura la comenzó en 2002 a manera de reconocimiento a la mujer, en este caso su esposa Mary, pero también porque sentía necesidad de hacer otras cosas, aunque dentro del mismo estilo de la neofiguración. 
Las flores de Cora, no obstante, son inventadas. Salen de la naturaleza, pero el artista se vale del nombre para crear algo nuevo como en el cuadro Gardenias fragmentadas. Así pasa sucesivamente con una orquídea, un tulipán o una magnolia. 
Suele combinar varias técnicas en un mismo cuadro solamente para ver qué resultado le da poner óleo encima del acrílico y rematarlo con esmalte. Apunta: Me ha gustado mucho porque los chorreados, las manchas, son diferentes. También se seca de manera distinta".
- Datos: Q3793461
- Multimedia: Vladimir Cora / Q3793461